# Тоска (опера)
 Тази статия е за операта.  За други значения вижте Тоска.  
„Тоска“ е опера в 3 действия от Джакомо Пучини. Либретото, основаващо се на пиесата „Ла Тоска“ от Викториан Сарду, е написано от Луиджи Илика и Джузепе Джакоза.
Премиерата на операта е в Teatro dell'Opera di Roma в Рим на 14 януари 1900 г. Макар да е приета с безразличие от критиците, „Тоска“ е изключително успешна сред публиката.

## История на създаване
Операта е създадена по пиеса „Ла Тоска“ на френския драматург Викториен Сарду, написана специално за актрисата Сара Бернар. Премиерата на пиесата през 1887 г. в Париж има голям успех. Пучини вижда пиесата в Милано през 1889 г., харесва драматичната история и решава да направи по нейния сюжет опера. Интересът към драмата е проявен и от други италиански композитори – Верди и Франкети. Последният се сдобива с правото да пише операта и започва да работи по нея заедно с либретиста Луиджи Илика. Пучини се обръща с молба към Джулио Рикорди (Giulio Ricordi)– издателя и на двамата композитори, да възложи на него създаването на операта. Рикорди успява да вземе поръчката от Франкети и правата по написването на „Тоска“ преминават към Пучини.
Има две версии за това, защо Франкети се отказва от операта. По едната версия Рикорди успява да го убеди, че темата не е подходяща за опера. По втората, според семейството на Франкети, това е благороден жест от страна на Франкети, който признава: „Той има по-голям талант от мен“.
Работата над операта е съпроводена с много дискусии, касаещи както драматургичната, така и музикалната основа на операта. Присъединилият се либретист Джузепе Джакоза, нает за написване на стиховете, не харесва темата и смята, че трябва да бъде драстично променена, за да е подходяща за италианска опера. Сарду настоява либретото да се приеме само след негово одобрение и на Пучини се налага не един път да се среща с него, за да представя и обяснява своите драматургични виждания. Рикорди настоява да има повече лирически номера в третия акт. В крайна сметка Пучини успява да надделее и завършената опера представлява за времето си новаторска творба.
Действието на операта се развива в Рим в началото на 19 век и Пучини се старае да пресъздаде атмосферата на града по това време. За повече реалистичност композиторът се консултира със свещеник за римското звучене на „Te Deum“ в първия акт, тъй като знае, че хоралът се изпълнява по различен начин в зависимост от региона в Италия. С помощта на църковен служител изучава и пресъздава звучене на камбаните на базиликата „Св. Петър“. Стреми се сцените да са жизнени и естествени. Сарду го нарича „човек на театъра“, но Пучини може да оценява и вокалните способности на певците. Когато основният изпълнител на Каварадоси е възпрепятстван да изпълни ролята, на композитора препоръчват младия и още неизвестен Енрико Карузо. След като му акомпанира на рояла арията „Recondita armonia“, Пучини се обръща към певеца с думите: „Кой Ви изпрати при мен? Господ?“

### Премиера
През декември на 1899 г. Рикорди наема за премиерата римския оперен театър „Театро Костанци“, известен днес като „Teatro dell'Opera di Roma“. По това време Италия е арена на политически и социални вълнения и властите се опасяват от бомбен атентат в операта. Поради размириците премиерата е отложена с един ден. Полицията претърсва сградата на театъра, не намира нищо, но е в готовност да се намеси. Диригентът, Леополдо Муньоне, е предупреден в случай на опасност да свири италианския химн.
Първото представление предизвиква много шум, при това в буквалния смисъл. Оперите на Пучини винаги са се смятали за значимо събитие и на премиерата на 14 януари 1900 г. присъстват представители на римския елит, сред които са кралицата Маргарита Савойска, премиер-министърът на Италия и няколко члена на правителството. Присъстват също композитори, сред които Алберто Франкети и Пиетро Маскани. Когато завесата се вдига и започва музиката, в залата се разнася силен шум, чуват се виковете да се спусне завесата. Причина за вълнението на публиката се оказва обаче не заплахата от взрив. В Рим е било обичайно спектаклите да започват със закъснение и публиката е знаела за тази театрална традиция. Муньоне започва представлението навреме, което предизвиква недоволство на закъснелите зрители и те, възмутени, с викове и протести налагат спускането на завесата и повторното започване на спектакъла.
Премиерата на операта няма еднозначни отзиви от критиката, но се харесва на публиката. Следват 20 представления при пълна зала.

## Действащи лица
| Роля                                                | Партия  |
| --------------------------------------------------- | ------- |
| Флория Тоска, известна певица                       | сопран  |
| Марио Каварадоси, художник                          | тенор   |
| Барон Скарпия, шеф на полицията                     | баритон |
| Чезаре Анджелоти, бивш консул на Римската република | бас     |
| Клисар                                              | баритон |
| Сполета, полицейски агент                           | тенор   |
| Шароне, офицер                                      | бас     |
| Тъмничар                                            | бас     |
| Овчарче                                             | алт     |
| Войници, полицейски агенти, благородници и др.      |         |

## Сюжет
Действието се развива в Рим през 1800 г.

### Първо действие
В църквата „Свети Андрей“ в Рим се укрива избягал затворник. Това е бившият консул на някогашната свободна Римска република Чезаре Анджелоти. Той е влязъл в семейния параклис благодарение на сестра си – маркиза Атаванти. Клисарят на църквата е смутен от шума в ранния час и претърсва навсякъде без да открие нещо. Идва художникът Марио Каварадоси, който рисува икона на Мария Магдалена. Анджелоти се показва на отдавнашния си приятел Каварадоси. Разговорът им е прекъснат от появата на Тоска, любимата на художника. Изключително ревнива, тя веднага разпознава в лика на светицата маркиза Атаванти. Художникът успява някак да я утеши и отпрати, след което уточнява с Анджелоти плана за бягство. В този момент се чува топовен изстрел – бягството е разкрито. Анджелоти не бива да остава повече в църквата, Каварадоси му предлага вилата си.
По случай победата над Наполеон в битката при Маренго ще бъде изпълнена тържествена кантата, в която ще пее Флория Тоска – тази вест носи развълнуваният клисар, наобиколен от децата хористи. Внезапно в църквата влиза диктаторът на Рим и шеф на полицията барон Скарпия. Тук са го довели следите на избягалия. Полицаят Сполета претърсва църквата, но не открива нищо. Скарпия научава от клисаря, че вероятно Каварадоси е бил тук по едно и също време с Анджелоти. Това е добър повод да бъде арестуван и отделен от Тоска, по която баронът отдавна е увлечен. Идва Тоска, която търси Марио. Скарпия преднамерено изтъква приликата на Мария Магдалена с маркиза Атаванти. Показва и намереното в параклиса ветрило. Обхваната от страшна ревност, Тоска бързо тръгва към дома на любимия си. Скарпия заповядва да бъде проследена.
Народ изпълва църквата. Започва тържествената кантата по повод победата над Наполеон.

### Второ действие
Звуците от концерта се чуват и в кабинета на шефа на полицията. Скарпия изпраща подчинения си Шароне с писмо до Тоска, в което я моли веднага след концерта да го посети. Тук тя ще може да се види с арестувания Каварадоси. Идва Сполета и съобщава, че Анджелоти е неоткриваем. Докато трае концертът, Скарпия безуспешно разпитва Каварадоси. Започват мъченията. Идва Тоска, концертът е завършил. Единствено разкритието къде е Анджелоти може да помогне на измъчвания Каварадоси. Тоска не може да понесе виковете на любимия си и издава мястото. В това време влиза Сполета с лоши вести – съобщението за поражението на Наполеон било невярно. При Маренго победител е той и сега войските му приближават Рим. Тази вест окуражава Каварадоси, което предизвиква гнева на Скарпия. Художникът е отведен. Баронът цинично заявява, че единствено любовта на Тоска може да спаси любимия ѝ. Младата жена моли за милост. Сполета донася нова вест – при залавянето Анджелоти се е самоубил. Сега вече за Каварадоси няма изход. Тоска се съгласява с унизителното предложение на барона. Зарадван, Скарпия издава заповед – „Да бъде убит като Кавалиери!“, иначе казано с халосни патрони – така коварно обещава баронът. Написва разрешително за напускане на Рим и се устремява към Тоска. Тя го посреща с кинжал и го убива.

### Трето действие
Група войници довеждат Каварадоси до мястото на разстрела, тераса на крепостта Сан Анджело. Художникът моли за разрешение да напише прощално писмо. Идва самата Тоска. Каварадоси не вярва на очите си. Тя му разказва всичко и го увещава да не се изправя веднага след изстрелите, за да не бъде разкрит. Идват войниците. Разстрелът е изпълнен. Скрилата се Тоска вика любимия си, но напразно. Коварният Скарпия я е излъгал. Марио е мъртъв. Разкрито е и убийството на Скарпия. Сполета и Шароне бързат към крепостта, за да заловят Тоска. Тя се хвърля във водите на Тибър.

## Музика

### Музикални номера
В таблиците са дадени популярните арии и дуети от операта.
| Каварадоси                  | Recondita armonia                |
| Тоска/Каварадоси            | Mario Mario son qui!             |
| Тоска                       | Non la sospiri la nostra casetta |
| Тоска/Каварадоси            | Ah! quegli occhi                 |
| Анджелоти/Каварадоси/Клисар | E buona la mia Tosca             |
| Скарпия                     | Un tal baccano in chiesa         |
| Тоска/Скарпия               | Ed io venivo a lui               |
| Скарпия                     | Te deum                          |

| Скарпия/Сполета | Ha piu forte sapore        |
| Скарпия/Тоска   | Orsu Tosca parlate         |
| Скарпия         | Gia mi dicon venal         |
| Тоска/Скарпия   | Se la giurata fede         |
| Тоска           | Vissi d'arte vissi d'amore |
| Скарпия         | Io tenni la promessa       |

| Каварадоси/Тъмничар | Mario Cavaradossi?               |
| Каварадоси          | E lucevan le stelle              |
| Каварадоси/Тоска    | Ah! franchigia a Floria Tosca    |
| Тоска               | Il tuo sangue o il mio amore     |
| Тоска/Каварадоси    | O dolce mani                     |
| Тоска/Каварадоси    | Amaro sol per te m'era il morire |
| Тоска               | Come e lunga l'attesa            |

### Оркестрация
Оркестърът се състои от следните инструменти:
- Дървени духови – три флейти, два обоя, английски рог, два кларинета, баскларинет, два фагота, контрафагот
- Медни духови – четири валдхорни, три тромпета, три тромбона, бастромбон
- Ударни - тимпани, голям барабан, чинели, триангел
- Лъкови струнни – цигулки, виоли, виолончела, контрабаси
- Други инструменти – карийон, арфа, челеста, камбани
- На сцената – топ

## Първи представления[8]
Премиера: 14 януари 1900, Театро Констанци, Рим
Изпълнители:
- Флория Тоска: Hariclea Darclée
- Марио Каварадоси: Emilio De Marchi
- Барон Скарпия: Eugenio Giraldoni
- Чезаре Анджелоти: Ruggero Galli
- Свещеник: Ettore Borelli
- Сполета: Enrico Giordano
- Скиароне: Giuseppe Gironi
- Тъмничар: Aristide Parassani
- Овчарче: Angelo Righi

### Първи представления по страни
- Аржентина: 16 юни 1900, Буенос Айрес
- Великобритания: 12 юли 1900, Лондон (Ковънт Гардън)
- Турция: 23 август 1900, Константинопол
- Бразилия: 13 септември 1900, Рио де Жанейро
- Испания: 15 декември 1900, Мадрид
- Украйна: 1 януари 1901, Одеса
- Португалия: 29 януари 1901, Лисабон
- САЩ: 4 февруари 1901, Ню Йорк (Метрополитън опера)
- Гърция: 14 април 1901, Атина
- Чили: 30 юни 1901, Сантяго де Чиле
- Мексико: 27 юли 1901, Мексико Сити
- Египет: 26 ноември 1901, Кайро
- Румъния: 11 февруари 1902, Букурещ
- Уругвай: 17 август 1902, Монтевидео
- Германия: 21 октомври 1902, Дрезден
- Куба: 13 декември 1902, Хавана
- Пуерто Рико: 1902, Сан Хуан
- Малта: 4 март 1903, Валета
- Монако: 28 март 1903, Монте Карло
- Перу: 15 юли 1903, Лима
- Тунис: 1903, Тунис
- Франция: 13 октомври 1903, Париж (Опера комик)
- Полша: 7 ноември 1903, Варшава
- Чехия: 21 ноември 1903, Прага
- Унгария: 1 декември 1903, Будапеща
- Парагвай: 1903, Асунсион
- Коста Рика: 1903, Сан Хосе
- Швеция: 15 февруари 1904, Стокхолм
- Белгия: 2 април 1904, Брюксел
- Австрия: 10 юни 1904, Грац
- Нидерландия: 22 декември 1904, Хага
- Русия: 20 декември 1905, Санкт Петербург
- Салвадор: 10 май 1905, Сан Салвадор
- Финландия: 20 септември 1905, Хелзинки
- Венецуела: 25 октомври 1905, Каракас
- България: 10 май 1906, Варна
- Словения: 1906, Любляна
- Швейцария: 7 декември 1906, Женева
- Филипини: 24 януари 1907, Манила
- Панама: 3 ноември 1908, Панама
- Литва: ноември 1909, Каунас
- Ирландия: 31 декември 1909, Дъблин
- Дания: 5 май 1910, Копенхаген
- Колумбия: 9 август 1910, Богота
- Австралия: 11 октомври 1911, Сидни
- Латвия: 1911, Рига
- Естония: 1911, Талин
- Хърватия: 6 октомври 1911, Загреб
- Сърбия: 10 януари 1914, Белград
- Либия: 17 април 1914, Триполи
- Китай: 21 януари 1915, Шанхай
- Индия: 20 януари 1916, Калкута
- Шри Ланка: 13 май 1916, Коломбо
- Нова Зеландия: 11 януари 1917, Окланд
- Япония: 20 септември 1919, Йокохама
- Норвегия: 1921, Осло
- Израел: 22 януари 1925, Тел Авив

### Първи представления на световни оперни сцени
- Берлинската Щатсопера: 4 октомври 1921
- Ковънт Гардън: 12 юли 1900
- Метрополитън опера: 4 февруари 1901
- Парижката опера: 24 ноември 1925
- Опера на Сан Франциско: 2 октомври 1923
- Ла Скала: 17 март 1900
- Виенската Щатсопера: 28 януари 1910